# ジョン・コリソン
ジョン・コリソン（John Collison、1990年8月6日 - ）は、アイルランドの起業家であり、決済システムを提供する Stripe の共同創業者。2017年に兄パトリック・コリソンと共に世界長者番付に純資産11億ドルで掲載され、最年少のビリオネアとなった。

## 生い立ち
ジョン・コリソンは1990年にアイルランド・ティペラリー県のドロミニアという小さな村で生まれた。母親のリリー微生物学者、父親のデニスはエンジニアだった。

## 経歴

### オークトマティック
2007年、兄のパトリック・コリソンと共にアイルランドのリムリックでソフトウェア会社の 'Shuppa' を設立した（この会社の名前は、「店」を意味するアイルランド語のsiopaに由来する）を設立した。エンタープライズ・アイルランド(経済開発を担当するアイルランドの省庁)から出資を得られず、シリコンバレーの Yコンビネータが興味を示したためカリフォルニアに本拠を移す。 カリフォルニアでオックスフォード大学出の2人の起業家と合流し、会社名をオークトマティックに変更する。オークトマティックは、eBayのオークションを管理するソフトウェアだった。
2008年3月の聖金曜日に、17歳だったジョン・コリソンと19歳だった兄のパトリックはオークトマティックをカナダのライヴ・カレント・メディア社に売却。一夜にして億万長者になった

### ストライプ
2010年、コリソンは兄のパトリック・コリソンと共にストライプを設立した。2011年には、PayPalの共同設立者であるイーロン・マスクとピーター・ティール、ベンチャー・キャピタルのセコイア・キャピタル、アンドリーセン・ホロウィッツ、SVエンジェルから200万ドルの出資を受けた。
2016年11月、キャピタルGとジェネラル・カタリスト・パートナーズから投資を受けたストライプは、時価総額を92億ドルと評価された。これにより、コリソン兄弟はそれぞれ11億ドル以上の資産を有することになり、世界で最も若いビリオネアとなった(遺産相続によるものを除く) 。